# Akiyama Hiroki
Akiyama Hiroki (sinh ngày 9 tháng 12 năm 2000) là một cầu thủ bóng đá người Nhật Bản.

## Sự nghiệp câu lạc bộ
Akiyama Hiroki hiện đang chơi cho Albirex Niigata.